# Banba
Dans la mythologie celtique irlandaise, Banba (graphie moderne Banbha) est une reine des Tuatha Dé Danann. Son nom signifie « porc », « sanglier », l’animal emblématique de la classe sacerdotale des Celtes (voir Druides).

## Mythologie
Elle est la fille de Ernmas et avec ses sœurs Fódla et Ériu, elle forme une triade, véritable personnification de l’Irlande. Elle est l’épouse de Mac Cuill, fils de Cermait, petit-fils du Dagda. Lorsque les Milesiens débarquent, chacune des trois sœurs leur demande de donner leur nom à l’île ; c’est Ériu qui est choisi, mais Banba est utilisé comme allégorie. Elle est parfois assimilée à Macha.
Dans la légende de Cesair, Banba est donnée pour avoir été la première personne à poser le pied en Irlande, depuis le Déluge.